# Luzula crinita
Luzula crinita är en tågväxtart som beskrevs av Joseph Dalton Hooker. Luzula crinita ingår i Frylesläktet som ingår i familjen tågväxter. Inga underarter finns listade i Catalogue of Life.

## Bildgalleri

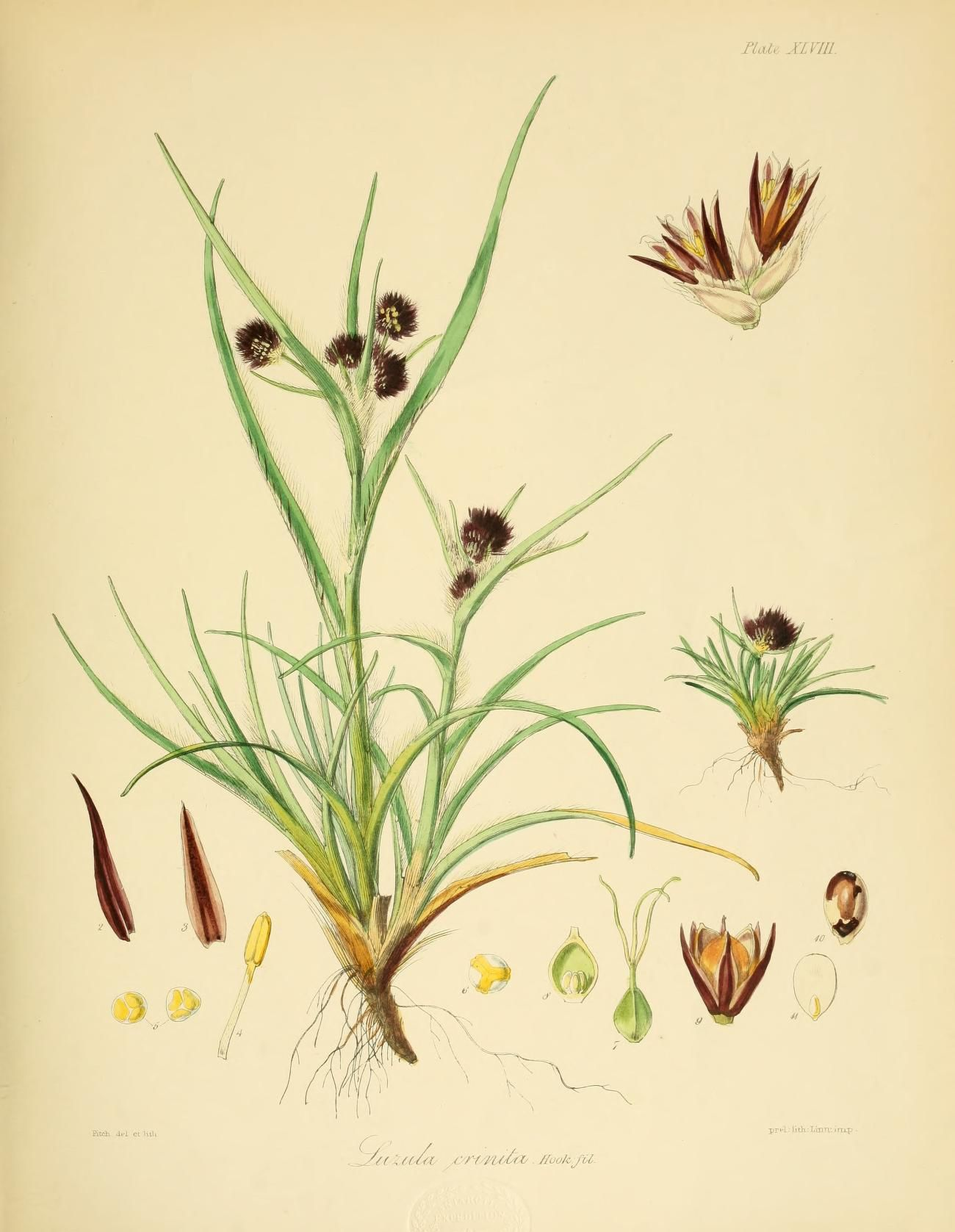